# سائو فیلیپه (دماغه سبز)
سائو فیلیپه (پرتغالی: São Filipe) یک منطقهٔ مسکونی در دماغه سبز است که در جزایر سوتاونتو واقع شده‌است.

## خواهرخوانده
شهر ویزئو خواهرخواندهٔ سائو فیلیپه هست.